# University of Reading
University of Reading är ett universitet i Reading, England. Det grundades 1892 som College of the University of Oxford och tilldelades 1926 ett Royal Charter. Universitetet har en lång tradition av forskning och utbildning på lokal, nationell och internationell nivå. Det belönades med "The Queen's Anniversary Prize for Higher and Further Education" åren 1998, 2005 och 2009.
Universitetet har fyra olika campus:
- Whiteknights Campus - Universitetets största campus. Större delen av forskningen och utbildningen sker här.
- London Road Campus - Universitetets originalcampus, det har inte använts mycket de senaste åren men renoveras för närvarande för att ta över från Bulmershe (se nedan).
- Bulmershe Court Campus - Ursprungligen lokalerna för det fristående Bulmershe Teaching College. Planerad stängning 2011.
- Greenlands Campus - Ursprungligen lokalerna för det fristående Henley Business School. 2008 blev det en del av universitetet.